# Oulad Azzouz
Oulad Azzouz  (in arabo أولاد عزوز‎?) è un centro abitato e comune rurale del Marocco situato nella provincia di Khouribga, regione di Béni Mellal-Khénifra. Conta una popolazione di 9 815 abitanti (censimento 2014).